# آکاسیای فالکاتا
آکاکیا فالکاتا (نام علمی: Acacia falcata) نام یک گونه از سرده آکاسیا است.